# Québriac
Québriac är en kommun i departementet Ille-et-Vilaine i regionen Bretagne i nordvästra Frankrike. Kommunen ligger i kantonen Hédé som tillhör arrondissementet Rennes. År 2022 hade Québriac 1 590 invånare.

## Befolkningsutveckling
Antalet invånare i kommunen Québriac
Referens:INSEE